# Lars Gerson
Pour les personnes ayant le même patronyme, voir Gerson.
Lars Gerson, né le 5 février 1990 à Luxembourg, est un footballeur international luxembourgeois qui joue au poste de défenseur central au FC Progrès Niederkorn.

## Biographie
Le 26 mars 2008, Lars Gerson honore sa première sélection en équipe nationale, lors du match amical contre le pays de Galles (défaite 2-0). Lors de la rencontre face à la Roumanie comptant pour éliminatoires de l'Euro 2012 le 29 mars 2011, il inscrit son premier but avec les Lions Rouges, en ouvrant le score à la 23e minute du match (défaite 3-1).

## Buts internationaux
|    | Date             | Lieu                                       | Adversaire  | Score | Résultat | Compétition             |
| -- | ---------------- | ------------------------------------------ | ----------- | ----- | -------- | ----------------------- |
| 1. | 29 mars 2011     | Stadionul Ceahlăul, Piatra Neamț, Roumanie | Roumanie    | 3-1   | Défaite  | Éliminatoires Euro 2012 |
| 2. | 14 novembre 2012 | Stade Josy Barthel, Luxembourg             | Écosse      | 2-1   | Défaite  | Match amical            |
| 3. | 9 septembre 2014 | Stade Josy Barthel, Luxembourg             | Biélorussie | 1-1   | Nul      | Éliminatoires Euro 2016 |
| 4. | 12 octobre 2015  | Stade Josy Barthel, Luxembourg             | Slovaquie   | 2-4   | Défaite  | Éliminatoires Euro 2016 |